# Języki tocharskie

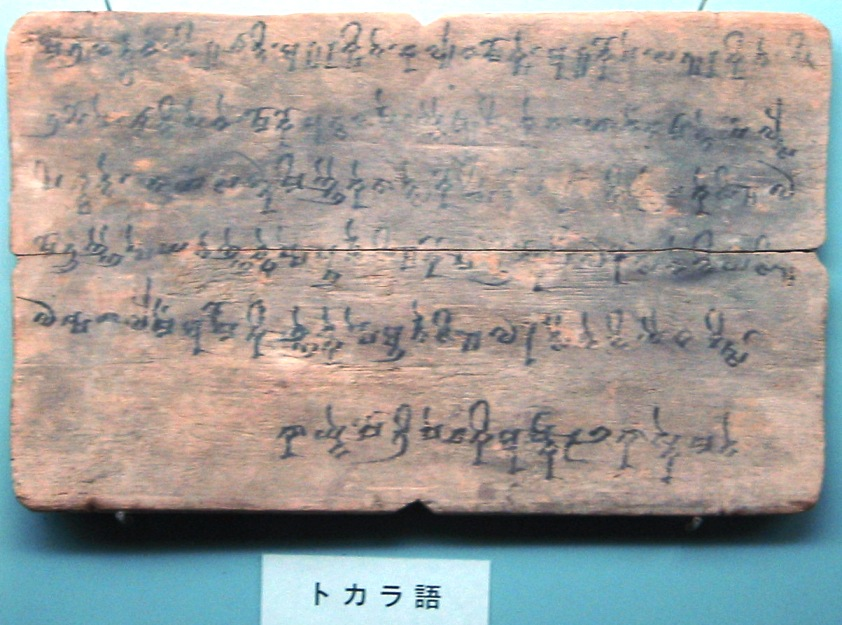
Inskrypcja tocharska

Języki tocharskie – grupa języków indoeuropejskich, które występowały na obszarze wschodniego Turkiestanu Chińskiego i Azji Środkowej. Na pustyni Takla-Makan odkryto spisane na liściach palmowych teksty religijne w dwóch odmianach języków tocharskich: język tocharski A (wschodni) i język tocharski B (zachodni). Teksty te, zapisane pismem brahmi, pochodzą z okresu V–VIII wieku n.e. i są przekładami indyjskich tekstów spisanych w sanskrycie. Języki tocharskie wymarły po VIII wieku wraz z kulturą Tocharów, którzy zostali najechani i podbici przez Ujgurów.
Języki tocharskie odkryli i opisali Emil Sieg i Wilhelm Siegling.

## Historia
Szacuje się, że dialekt który dał początek językom tocharskim wydzielił się z kontinuum indoeuropejskiego około roku 3800 p.n.e. Jego użytkownicy zamieszkiwali prawdopodobnie tereny pomiędzy Dunajem a Dnieprem, skąd około połowy IV tysiąclecia p.n.e. wyruszyli na wschód. Dotarli na północne zbocza Ałtaju i Sajanów, gdzie prawdopodobnie mocno wpłynęli na kształt kultury afanasjewskiej. Za jej pośrednictwem, i poprzez kulturę okuniewską, zapożyczenia z języka prototocharskiego trafiły do języków samojedzkich.
Tocharowie następnie przekroczyli góry i osiedlili się na terenie Kotliny Kaszgarskiej w dzisiejszym Sinciangu. Tam nastąpił rozdział na wariant A i wariant B. W II wieku p.n.e. Tocharów pokonał i zepchnął na zachód do Baktrii lud Xiongnu. Tam nastąpiło obustronne mieszanie się słownictwa tocharskiego i baktryjskiego (językiem baktryjskim nie posługiwano się na obszarze Kotliny Kaszgarskiej). Część Tocharów powróciła później do Sinciangu.
W pierwszych wiekach naszej ery w Kotlinie Kaszgarskiej posługiwano się wieloma językami poza tocharskimi, głównie irańskimi (średnioperskim, sogdyjskim, partyjskim), a także dwoma wariantami języka saka. Napływ Ujgurów i ekspansja islamu w IX wieku sprawiła, że ujgurski wyparł tocharski i inne języki w roli języka literackiego w regionie.